# Constança (Alemanha)
Constança (em alemão:  Konstanz) é uma cidade universitária no sul da Alemanha e a maior cidade nos arredores do lago de Constança (em alemão:  Bodensee), no distrito homónimo, na região administrativa de Friburgo, estado de Baden-Württemberg. Nela encontram-se duas universidades, a Universidade de Constança (alemão: Universität Konstanz) e a Universidade de Ciências Aplicadas (alemão: Hochschule Konstanz Technik, Wirtschaft und Gestaltung).
Nesta cidade realizou-se, de 1414 a 1418, o Concílio de Constança, que resultou no fim do cisma papal.
Constança tem 81 919 habitantes e uma área urbana de 54,11 km². A cidade fica no lago de Constança, que é o maior lago da Alemanha. Constança é uma das mais ricas cidades da Alemanha e tem várias atrações turísticas e culturais. Tem também muitas empresas de informática e de alta tecnologia.